# Bafoussam
Bafoussam  este un oraș  în partea de vest a Camerunului. Este reședința provinciei de Vest.